# La revenja d'Ullal Blanc
La revenja d'Ullal Blanc (títol original: Zanna Bianca alla riscossa) és una pel·lícula italiana dirigida per Tonino Ricci, estrenada el 1974. Ha estat doblada al català.

## Argument
Dos fora de la llei posen una emboscada a un cercador d'or. Ganxo Blanc, el seu gos llop, aconsegueix escapar-se i va a alertar Burt, el seu soci. Quan aquest arriba al lloc, és ja massa tard. Decidit a venjar el difunt, Burt es disposa, en primer lloc, a usurpar la seva identitat.

## Repartiment
- Maurizio Merli: Burt Halloway
- Henry Silva: mr Nelson
- Renzo Palmer: el sergent
- Gisela Hahn: Katie
- Benito Stefanelli: Jackson
- Donald O'Brien: Caroll
- Luciano Rossi: Bailey
- Sergio Smacchi: Ben Dover